# Фрідріх Зікст
Фрідріх Максиміліан Генріх Зікст (нім. Friedrich Maximilian Heinrich Sixt; 28 жовтня 1895, Мюнхен — 4 серпня 1976, Іккінг) — німецький воєначальник, генерал-лейтенант вермахту. Кавалер Лицарського хреста Залізного хреста з дубовим листям.

## Біографія
Учасник Першої світової війни. Після демобілізації армії залишений у рейхсвері, отримав підготовку офіцера Генштабу. З 1 квітня 1938 року — співробітник Генштабу сухопутних військ. З 20 квітня 1940 року — начальник штабу 44-го армійського корпусу. Учасник Французької кампанії і німецько-радянської війни. З літа 1942 року — начальник штабу 17-ї армії. З 29 червня 1943 року — командир 50-ї піхотної дивізії. Під час боїв у Криму 1 травня 1944 року важко поранений. З 17 серпня 1944 року — командир 5-ї єгерської дивізії. З 19 квітня 1945 року — командир 101-го армійського корпусу, яка билась на Ельбі, де здався британським військам. В 1947 році звільнений.

## Нагороди
- Залізний хрест
  - 2-го класу (23 грудня 1915)
  - 1-го класу (5 травня 1918)
- Орден «За заслуги» (Баварія) 4-го класу з мечами
- Нагрудний знак «За поранення» в чорному
- Почесний хрест ветерана війни з мечами
- Медаль «За вислугу років у Вермахті» 4-го, 3-го, 2-го і 1-го класу (25 років)
- Медаль «У пам'ять 1 жовтня 1938» із застібкою «Празький град»
- Застібка до Залізного хреста
  - 2-го класу (28 вересня 1939)
  - 1-го класу (11 червня 1941)
- Німецький хрест в золоті (18 травня 1942)
- Медаль «За зимову кампанію на Сході 1941/42»
- Лицарський хрест Залізного хреста з дубовим листям
  - лицарський хрест (17 грудня 1943)
  - дубове листя (№772; 11 травня 1945)
- Орден Михая Хороброго 3-го класу (Румунія; 17 січня 1944)
- Відзначений у Вермахтберіхт (12 вересня 1944)
- Орден Хреста Перемоги 3-го класу (Словаччина)
- Нагрудний знак «За поранення» в сріблі